# Włóki Małe
Włóki Małe – historyczna część miasta Sierpca, położona nad Sierpienicą, na północny wschód od centrum miasta. Do 1923 samodzielna miejscowość.

## Historia
Włóki Małe to dawniej wieś. Do 1923 należała do gminy Borkowo w powiecie sierpeckim, początkowo w guberni płockiej, a od 1919 w woj. warszawskim. 
Liczba mieszkańców w 1827 roku wynosiła 160, a pod koniec XIX wieku – 390. Włóki Małe posiadały młyn wodny i karczmę; znajdował się tu też urząd gminny gminy Borkowo.
1 kwietnia 1923 Włóki Małe włączono do Sierpca.
Młyn na Włókach spłonął w 1977 roku.